# Onderscheidingen in Bamberg
Het Prinsbisdom Bamberg, een van de meer dan 200 staten in het Heilige Roomse Rijk van de Duitse Natie bezat drie onderscheidingen. Op  25 februari 1803 werd het staatje in de Reichsdeputationshauptschluss bij Beieren gevoegd.
De ridderorde
Prins-Bisschop Christof Frans van Buseck (1795-1803) heeft een ridderorde ingesteld.
- De Orde Pour le Mérite (Duits: "Orden Pour le Mérite") 1797

De onderscheidingen
De Prins-Bisschop heeft ook twee onderscheidingen ingesteld.
- De Gouden Medaille voor Militaire Verdienste (Duits: "Goldene Militär Verdienstmedaille")
- De Zilveren Medaille voor Militaire Verdienste (Duits: "Silberne Militär Verdienstmedaille")